# عبدالله وردک
عبدالله وردک (زادهٔ ۱۹۵۴ یا ۱۹۵۵ درگذشتهٔ ۱۳ سپتامبر ۲۰۰۸) یک سیاست‌مدار اهل افغانستان بود.